# Stazione di Spartimento di Scisciano
La stazione di Spartimento di Scisciano era una fermata ferroviaria posta sulla linea Torre Annunziata-Cancello. Serviva la località di Spartimento, frazione del comune di Scisciano.

## Storia
La fermata di Spartimento di Scisciano venne attivata il 6 gennaio 1951. Dal 2006 l'intera linea è priva di traffico regolare su rotaia e la stazione è stata chiusa.

## Strutture e impianti
Il fabbricato viaggiatori si mantiene in buone condizioni, in quanto è abitazione privata. Quando la stazione era ancora aperta vi era anche una piccola sala d'attesa mentre la biglietteria era chiusa.
All'interno della fermata si conta un solo binario passante, munito di un marciapiede.
Non è mai stato presente uno scalo merci.

## Movimento
La fermata non ha mai goduto di un grosso traffico passeggeri poiché costruita in una zona isolata. Negli ultimi tempi le destinazioni erano esclusivamente i capolinea di Torre Annunziata e Cancello.

## Servizi
La fermata non dispone di alcun servizio.